# Czubatka polska

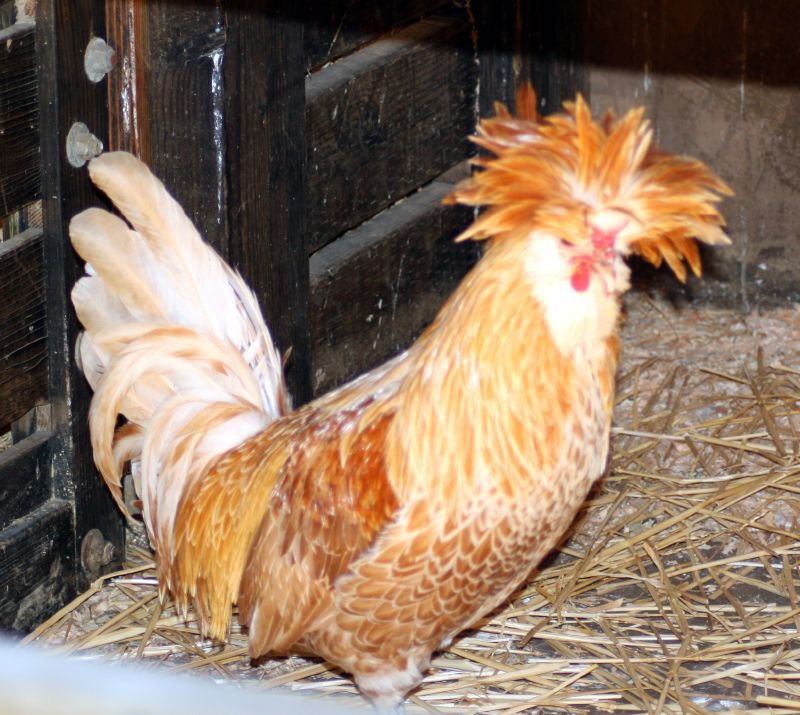
Młody kogut brodaty barwy wielbłądziej

Czubatka polska – rasa kury czubatej. Jej krajem pochodzenia jest Polska.

## Pochodzenie
Pierwsze kuraki udomowiono już w III tysiącleciu p.n.e. w Indiach, lecz wykopaliska archeologiczne wykazały, że pierwsze kuraki udomowiono w VI tysiącleciu p.n.e. w Chinach. Uważa się, że obecne kury stanowią udomowioną formę kura bankiwa z domieszką kura siwego i innych gatunków wymarłych. Około 1000 r. p.n.e. kury hodowano powszechnie w Chinach, a w 500 r. p.n.e. w Egipcie i Europie, w tym również na ziemiach polskich (odkryto kości kur w wykopaliskach w Biskupinie). 
Kury od wieków biegały po gospodarstwach i same znajdowały sobie pożywienie. Od XIX wieku kury zaczęto przechowywać w kurnikach.
Pierwotne kury czubate najprawdopodobniej przywędrowały do Polski z południowej Rosji, z koczowniczymi ludami Mongolii. Ówczesne czubatki przypominały kury pawłowskie lub sułtanki. Czubatka polska wędrowała przez Niemcy, Holandię, Anglię do Włoch (Padwy). Uszlachetnione zostały w Holandii, Anglii i Niemczech. Ptaki, które w tym samym czasie były hodowane w Polsce na wsiach i dworkach, zostały do dzisiaj w prawie w niezmienionej postaci, lecz jest ich bardzo mało, nazwane zostały Czubatką staropolską. Kury te są obecnie bardzo rzadko spotykane, hodowane tylko przez ekologów i pasjonatów ochrony przyrody.

## Czubatka staropolska

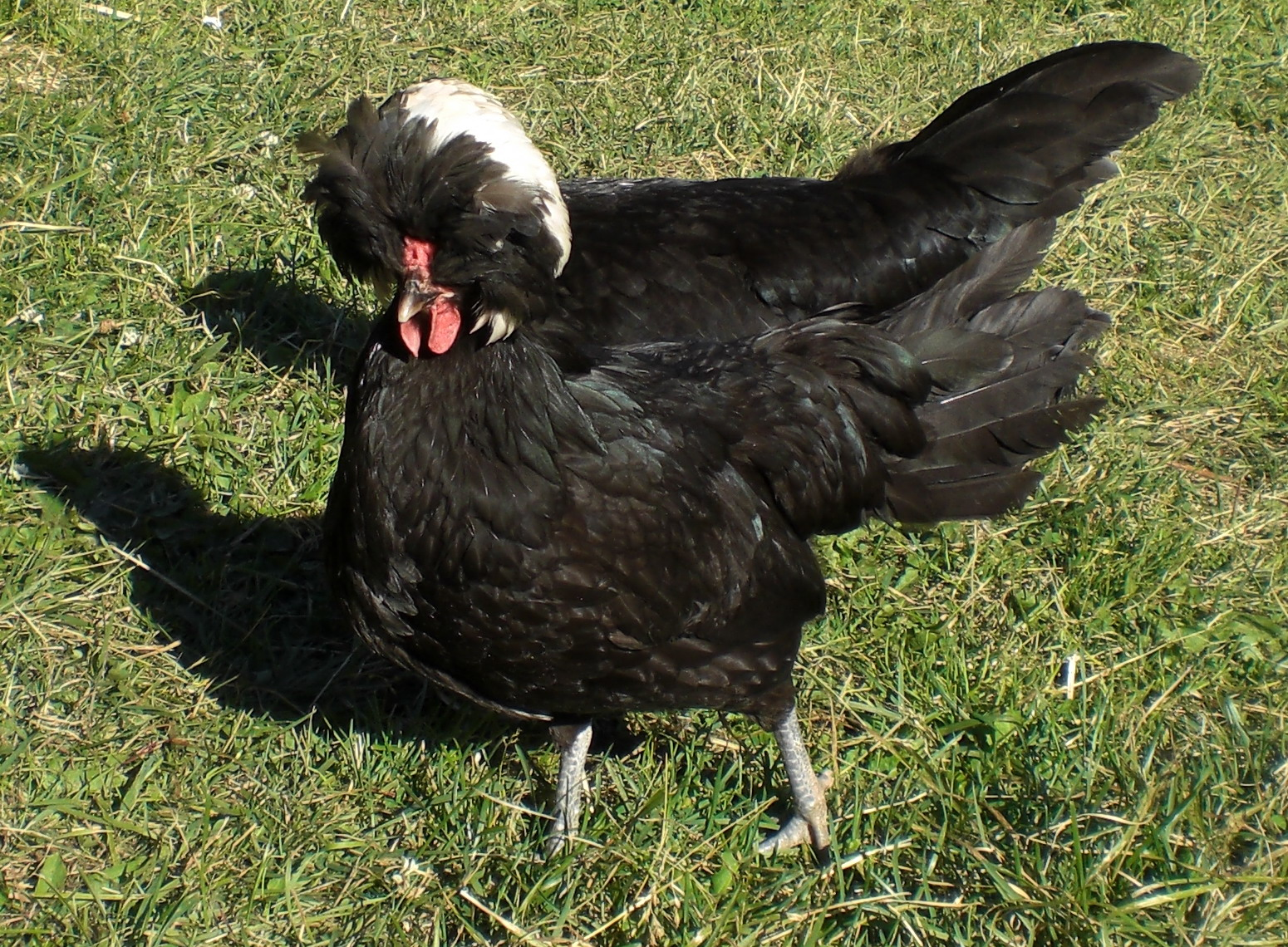
Białoczub

Cechą charakterystyczną jest czub o kształcie półkulistym, częściowo zasłaniającym oczy. Ptak jest średnich rozmiarów, posiada dziób krótki i mocny. Grzebień jest pojedynczy lub różyczkowy, ściągnięty do przodu, pofałdowany i częściowo ukryty w czubie. Kury tej rasy najlepiej nadają się do hodowli ekologiczno-wybiegowej, przy właściwej pielęgnacji są żywotne i znoszą około 150–170 jaj rocznie. Kury posiadają ubarwienie piór w kolorze: kuropatwiane-złociste, czarne, białe, jastrzębiate, maślane, popielate i pstrokate.

## Czubatka dworska
Cechą charakterystyczną jest wąski czub, zaokrąglony do góry, nie zakrywający oczu. Grzebień różyczkowy, pofałdowany, częściowo ukryty w czubie. Kura posiada krępą i zwartą sylwetkę. 

## Żywienie
Styczeń – maj (okres nieśności)
Granulat, gryt (potłuczone muszle ślimaków), twaróg, „sałatka” z selera, podkiełkowane ziarno.
Luty – lipiec (okres odchowu piskląt)
Ziarno, jajko, twarożek, zielonki (pokrzywa, jarmuż, gwiazdnica itp.), owoce.
Sierpień – grudzień (okres spokoju)
Zielonki, owoce, warzywa, nieco granulatu, mieszanka ziaren, gryt.

## Czubatka polska brodata

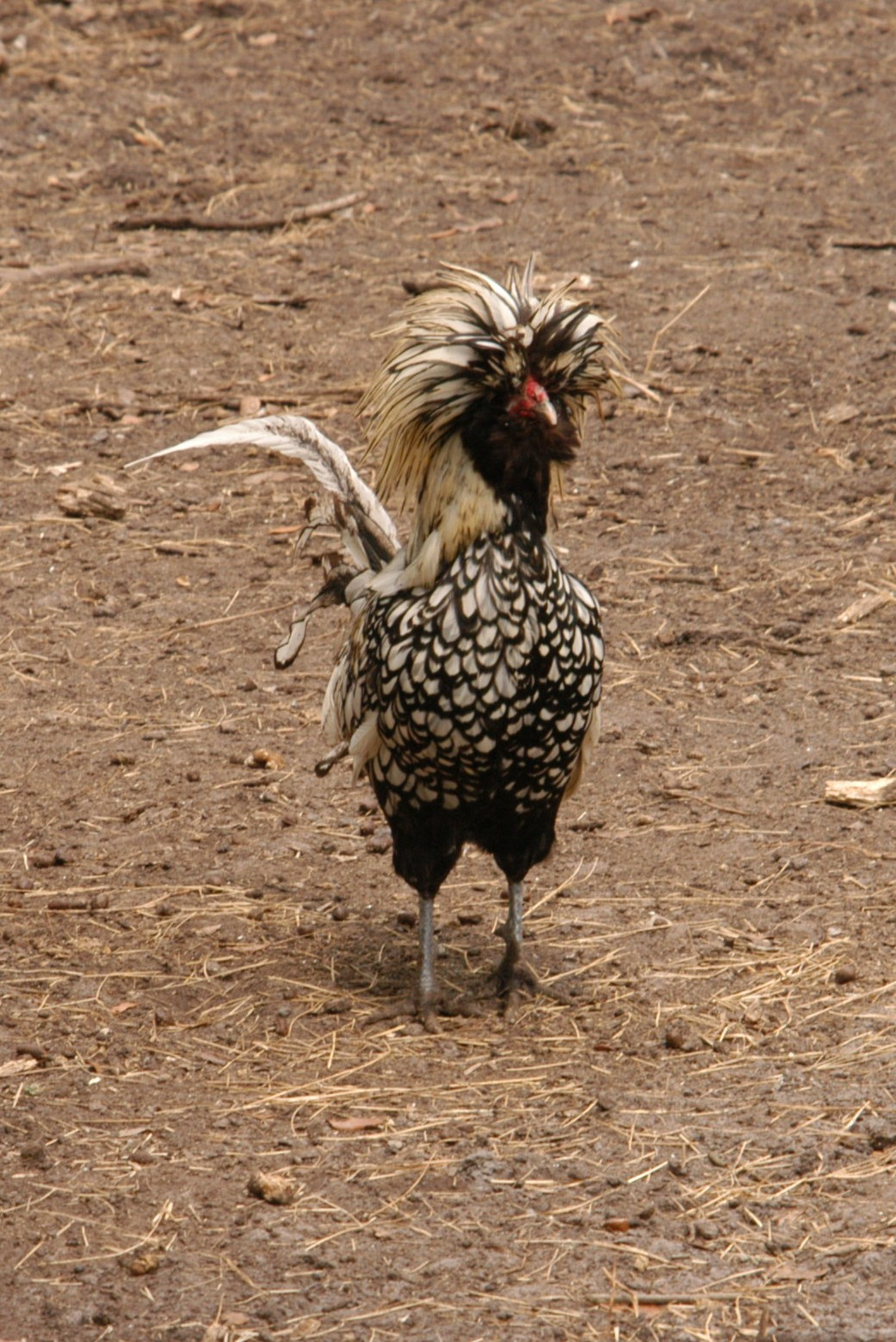
Kogut srebrzysto-łuskowany

Kura pochodzenia polskiego, wyróżnia się dużym bujnym czubem i brodą, które efektownie i elegancko wyglądają u odmian łuskowanych. Do niedawna nazywane były „Kurami Padewskiemi” (niem. Paduaner). Niegdyś wszystkie kury czubate w Europie nazywane były Polskimi, zmieniło w 1869 roku na kongresie hodowców w Dreźnie nazwano je Paduaner (Padewskimi), wtedy Rzeczypospolitej Polskiej nie było na mapie. W Polsce i na całym świecie (z wyjątkiem nielicznych krajów – w tym niemieckojęzycznych) nazywane są Czubatkami polskimi brodatymi, ale często można spotkać się z niepoprawną nazwą Padewska.

### Odmiany barwne
Występują w kilku odmianach barwnych:
- czarna
- biała
- srebrna czarno łuskowana
- barwa złota czarno łuskowana
- złota niebiesko łuskowana
- wielbłądzia (chamois)
- jastrzębiata (pręgowana)
- niebieska
- wielobarwna (tollbunt)
- czekoladowa
- beżowa (khaki)
- żółta
- kuropatwiana

### Lokowana
Pojawiły się w osiemdziesiątych latach minionego wieku. Dzięki wysiłkom Holendra Arie’go Bolanda są dostępne wszystkie odmiany barwne co u nielokowanych, włącznie z białoczubami.

## Czubatka polska bezbroda

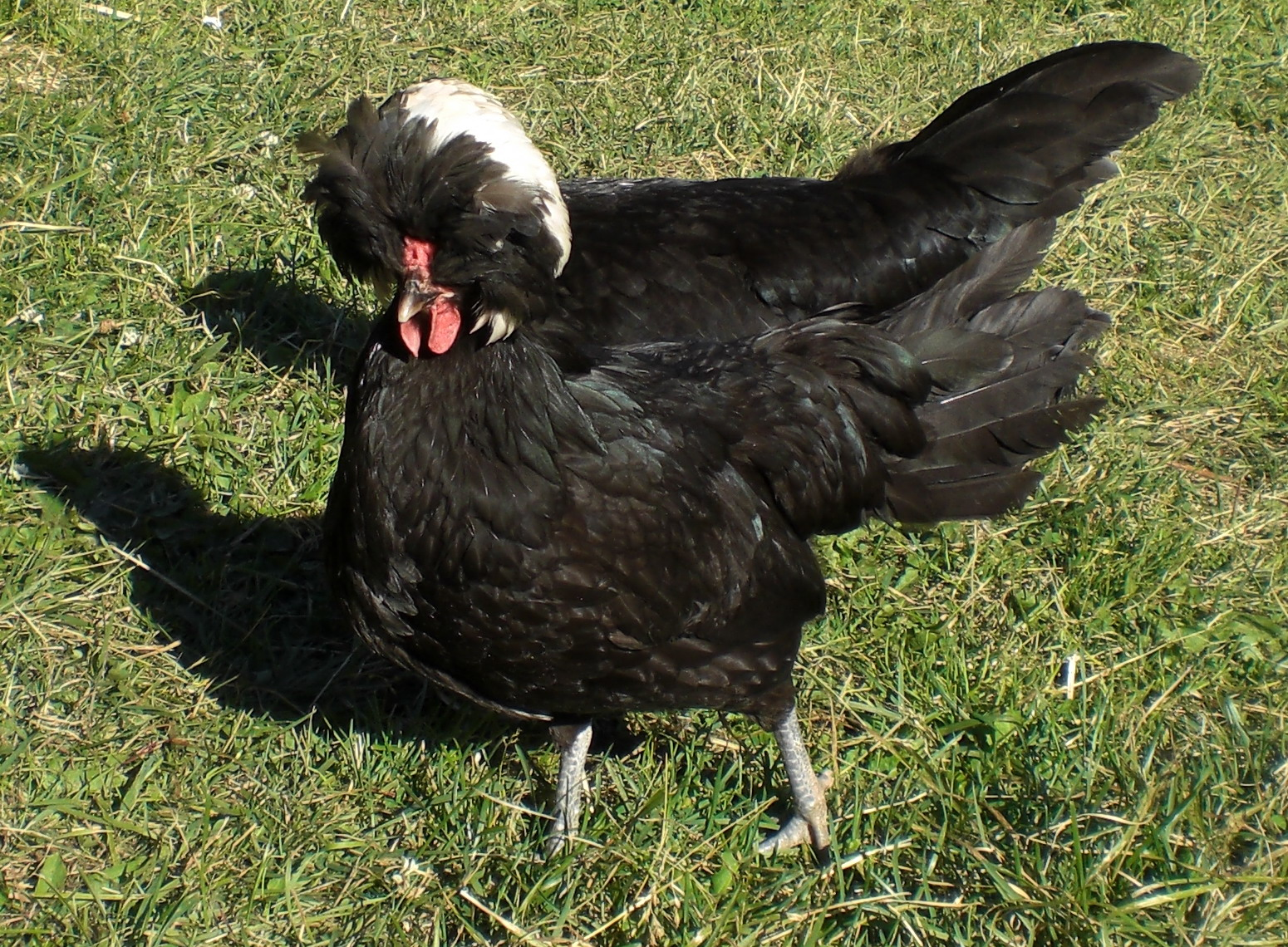
Dwie czarne kury

Jest to odmiana czubatki polskiej, różniąca się od brodatej brakiem brody i barwą czuba, która ma zazwyczaj inny kolor niż reszta ciała. Kura ta pochodzi z Polski, zostały dopracowane w Anglii i głównie w Holandii, stąd nazwa Białoczub Holenderski. W Niemczech nazywane są Holländer Haubenhühner, w Holandii Hollandse kuifhoenders, nazwy te są błędne. Nazwy na szczęście ulegają zmianom. W Polsce nazywane potocznie Białoczubami polskimi. W krajach anglojęzycznych od początku nazywane były „Polands”, „Polnish”, polskimi nazywane są także w Japonii i obu Amerykach.

### Odmiany barwne
Czubatka polska bezbroda występuje w następujących odmianach barwnych:
- czarna z białym czubem
- niebieska z białym czubem
- biała z białym czubem
- żółta z białym czubem
- pręgowana z białym czubem
- nakrapiana z białym czubem
- biała z czarnym czubem
- czekoladowa z białym czubem
- bursztynowa z białym czubem
- beżowa z białym czubem

### Białoczuby żółte i czerwone
Te dwie odmiany barwne pojawiły się stosunkowo niedawno, białoczuby żółte powstały na początku 80 lat, a czerwone na początku XXI wieku. Nadal trwają prace nad nimi, problem sprawiają czuby, które mają zbyt dużo barwnych piór i są zbyt luźne. Odmiany te pochodzą prawdopodobnie od włoskich kur. Problemem jest, że gdy miesza się te odmiany czubatek polskich bezbrodych z innymi np. czarnymi wychodzą czarne z luźnym czubem.

## Najnowsze odmiany barwne
Nowymi wyhodowanymi odmianami w Polsce są: 
Nowe odmiany:
- bursztynowa
- czerwona (czubatka brodata)
- żółta (czubatka brodata)
- srebrzysta
- czekoladowo-kuropatwiana
- czekoladowa
- khaki (beżowa)

## Genetyka
Barwa czarna
Mieszanie: najlepiej mieszać je z czubatkami niebieskimi i białymi.
Odświeżanie krwi: w stadku trzymać koguta nie tylko czarnego, ale też niebieskiego. Od czasu do czasu wpuszczać koguta białego.
Barwa niebieska
Mieszanie: niebieski + niebieska = 25% czarnych 50% niebieskich 25% recesywnych białych (tzw. splesh, czyli przybrudzonych białych). Splesh + splesh = 100% niebieskich.
Odświeżanie krwi: Tak samo jak u barwy czarnej.
Barwa wielbłądzia
Mieszanie: barwy wielbłądziej najlepiej nie mieszać z innymi odmianami barwnymi.
Odświeżanie krwi: lepiej nie odświeżać krwi z innymi odmianami barwnymi.
Barwa biała
Mieszanie: doskonale nadaje się do mieszania z innymi barwami.
Odświeżanie krwi: nie wymaga odświeżania.
Barwa łuskowana srebrna i czerwona
Mieszanie: te dwie odmiany można wzajemnie mieszać, ale trzeba uzbroić się w cierpliwość – efekty będą widoczne dopiero w czwartym roku.
Odświeżanie krwi: trzeba umiejętnie dolewać kolor biały, czarny i niebieski.
Barwa pręgowana
Mieszanie: kiedy miesza się barwę pręgowaną z innymi barwami zawsze wychodzą pręgowane.
Odświeżanie krwi: nie trzeba odświeżać krwi.